# بشتري راجل (فلم)
بشتري راجل، هو فيلم رومانسي-كوميدي مصري، من إخراج محمد علي وتأليف إيناس لطفي، وإنتاج دينا حرب. ومن بطولة نيللي كريم ومحمد ممدوح ولطفي لبيب وليلى عز العرب ومحمد حاتم ودنيا ماهر وليلى عربي. صدر الفيلم يوم الثلاثاء بتاريخ 14 فبراير 2017، وحقق إيرادات قدرها 165 ألف جنيه مصري في أول يوم من عرضه.
في البداية كان الفيلم يحمل اسم «ذكر بط»، بعدها تم تغييره إلى «بشتري راجل». وتم عرضه لأول مرة على التليفزيون على قناة ON E في عيد الفطر. كما أنه أول فيلم روائي طويل للمخرج محمد علي منذ فيلمه «الأولة في الغرام» الذي صدر عام 2007. وقام كل من الممثلة نيللي كريم والمخرج محمد علي والمنتجة دينا حرب ومدير الإنتاج خالد الجلب بالمشاركة في تمويل الفيلم بأجورهم عنه. حقق الفيلم 5,272,567 جنيه مصري إيرادات

## ملخص القصة
تعمل شمس نور الدين كموظفة في إحدى البنوك المصرية، وترغب في أن تكون أمًا لهذا تفكر دومًا في الإنجاب، لكنها في الوقت ذاته ترفض الزواج رفضًا قاطعًا، ولذلك تحاول جاهدة أن تبحث عمن يحقق لها حلم الإنجاب بدون الدخول في المسارات التقليدية والمعتادة ن وتجد ضالتها المنشودة في طبيب بيطري يدعى بهجت أبو السعد.

## طاقم العمل
| - نيللي كريم: شمس نور الدين - محمد ممدوح: بهجت أبو السعد - لطفي لبيب: خال شمس - ليلى عز العرب: نجوى يوسف | - محمد حاتم: طارق مندور - دنيا ماهر: نيفين فؤاد - ليلى عربي: سالي ماهر - بيومي فؤاد: المتبرع الكاذب | - محمد شاهين: كريم - حنان يوسف: والدة كريم - بطرس غالي: عصام كمال |

شارك في التمثيل: علاء هارون - أمل أبو رجيلة: هنية - سيف الشريف - ميرفت الغندور: نهى - أشرف صالح: الجرسون - حمادة حميدة - سامح سالم - يسري عبد القادر - محمد دسوقي: المأذون
شكر خاص: زياد جاد الله - محمد حفظي - نادر شنودة - كمال منصور -علاء راضي - أحمد العيوكي - د. محمد العدل - فراس القوقة صبري السماك

## الصدور
صدر الفيلم يوم الثلاثاء الموافق 14 فبراير 2017 بالتزامن مع عيد الحب، بعرض خاص في «سينما الزمالك» حضره عدد من صناع الفيلم هم نيللي كريم وليلى عز العرب وليلى عربي إضافة إلى المخرج محمد علي والمؤلفة إيناس لطفي، والمنتجة دينا حرب، كما حضر العرض عدد من الفنانين والشخصيات العامة منهم بشرى ونجلاء بدر وإنجي أبو زيد والخبير الإعلامي عمرو قورة ووزير الإعلام السابق المصري درية شرف الدين والمفكر السياسي أسامة الغزالي حرب. وحقق الفيلم إيرادات قدرها 165 ألف جنيه مصري في اليوم الأول من عرضه في السينمات.

## ردود الفعل
صنف جهاز الرقابة على المصنفات الفنية فيلم «بشتري راجل» تحت فئة "16+" للجمهور السينما دون حذف أي مشهد بسبب ورود ما يسمى «بالأم العزباء»، كما أشادت الأعلامية المصرية لميس الحديدي في برنامجها هنا العاصمة بفكرة الفيلم قائلة «يجب أن لا نخاف ونواجه الحياة بجرأة، وأظن أن الفيلم سيفتح عقولنا لمناقشة قضايا كثيرة نخشى مواجهتها».

## روابط خارجية
- مقالات تستعمل روابط فنية بلا صلة مع ويكي بيانات